# Xylopsora canopeorum
Xylopsora canopeorum é uma espécie de líquen esquamuloso (com escamas) e cortícola (que vive em cascas), pertencente à família Umbilicariaceae. Descoberta nos dosséis de Sequoia sempervirens na Califórnia, Estados Unidos, foi formalmente descrita como nova para a ciência em 2018. É endêmica da região costeira central da Califórnia, habitando os ecossistemas únicos do Parque Estadual Big Basin Redwoods e da Reserva Natural Estadual Armstrong Redwoods, áreas conhecidas por suas florestas antigas de sequoias. O líquen evolui de uma forma crostosa para esquamulosa, desenvolvendo-se em crostas semelhantes a corais à medida que amadurece, complementadas por discos reprodutivos pretos e achatados distintos. Esta espécie apresenta coloração variando de verde-acinzentado a marrom médio e, ocasionalmente, forma sorálios, que liberam propágulos reprodutivos pulverulentos chamados sorédios. Xylopsora canopeorum distingue-se de espécies próximas por suas esquamulas menores, parcialmente semelhantes a corais, pela ocorrência de sorálios em sua superfície e, em alguns espécimes, pela presença de ácidos tamnólico e friesiico no talo.
Xylopsora canopeorum foi declarada em perigo pela IUCN em 2021 devido à sua especialização de habitat, à fragmentação severa de sua área de distribuição devido ao desmatamento histórico e à maior vulnerabilidade a incêndios florestais de alta intensidade, agravados pelas mudanças climáticas. Esforços de conservação são necessários para sua sobrevivência, com o conhecimento preciso sobre sua distribuição dificultado pelos desafios de acessar o dossel e pela necessidade de técnicas de observação especializadas.

## Taxonomia
O líquen foi cientificamente descrito pela primeira vez em 2018 pelos liquenologistas Einar Timdal, Mika Bendiksby e Rikke Reese Næsborg. O holótipo foi coletado por Bendiksby no Parque Estadual Big Basin Redwoods [en], Califórnia, a uma altitude de 341 metros; lá, foi encontrado crescendo na casca do tronco principal de uma antiga Sequoia sempervirens com mais de 100 cm de diâmetro. O epíteto específico canopeorum deriva do habitat da espécie, destacando sua descoberta nos dosséis de florestas antigas de sequoias.
Análises de filogenética molecular, utilizando alinhamentos de sequências derivados de dados de DNA ribossômico nuclear (ITS e subunidade grande de rRNA) e mitocondrial (subunidade pequena de rRNA), posicionaram robustamente X. canopeorum dentro do clado X. caradocensis–X. friesii. Essas conclusões são apoiadas por métodos de inferência bayesiana, estimativa de máxima verossimilhança e máxima parcimônia, confirmando a espécie como uma linhagem evolutiva distinta. Para alcançar esses resultados, a pesquisa incorporou métodos manuais e automatizados para estabelecer alinhamentos de sequências múltiplas, que são particularmente desafiadores para regiões de DNA não codificante com comprimentos variáveis.

## Descrição
Xylopsora canopeorum possui um talo que varia de crostoso a esquamuloso em aparência, com esquamulas individuais medindo até 0,5 mm de diâmetro. Essas escamas frequentemente evoluem para uma crosta semelhante a coral à medida que o líquen envelhece, inicialmente aderindo planamente à superfície antes de se erguerem verticalmente de maneira que busca a direção da gravidade (imbricadas geotrópicamente). Esporadicamente, o líquen forma sorálios, estruturas que liberam propágulos reprodutivos pulverulentos chamados soredios, aparecendo em manchas e com uma tonalidade azulada.
A superfície do talo exibe uma paleta de cores que varia de verde-acinzentado a marrom médio, com um acabamento fosco. Suas bordas podem ser finamente entalhadas ou cortadas e têm a mesma cor do restante da superfície superior. A camada mais externa (córtex) do talo é relativamente fina, alcançando até 15 μm, embora geralmente não possua uma estrutura bem definida.
As estruturas reprodutivas (apotécios), comuns nesta espécie, aparecem como discos pretos e achatados sem revestimento pulverulento (epruinosos), medindo até 0,6 mm de diâmetro. As bordas desses discos permanecem distintas e podem ser lisas ou levemente onduladas. A estrutura de suporte dos apotécios (excípulo) consiste em filamentos fúngicos densamente compactados, mais escuros na borda externa e mais claros em direção ao centro, sem formações de cristais. A camada de tecido abaixo da camada produtora de esporos (himênio) e a base do tecido (hipotécio) compartilham uma cor marrom-olivácea clara, enquanto a camada superior (epihimênio) é marrom-avermelhada escura, também desprovida de cristais. As células produtoras de esporos (ascos) são em forma de taco, com aproximadamente 30 μm de altura, apresentando uma estrutura amiloide fina no centro coberta por uma tampa, contendo pigmento laranja quando jovens.
Os esporos são elipsoidais e transparentes, contendo pigmento laranja quando jovens, medindo 4–7 por 2,5–4,5 μm. Estruturas conhecidas como picnídios, que produziriam esporos assexuados, não foram observadas nesta espécie.
Quimicamente, X. canopeorum é caracterizada pela presença de ácido friesiico como seu principal componente, com o ácido tamnólico variando de ausente a um componente menor. O talo reage a certos testes químicos de mancha, mudando de cor para amarelo na presença de parafenilenodiamina (PD) e hidróxido de potássio (K), enquanto exibe uma fluorescência branco-azulada sob luz ultravioleta (UV+).

### Espécies semelhantes
Xylopsora canopeorum possui características morfológicas distintas quando comparada a seus parentes próximos X. caradocensis e X. friesii, particularmente no tamanho e desenvolvimento de suas esquamulas. Essas esquamulas são menores em X. canopeorum, tipicamente abaixo de 0,5 mm de diâmetro, e tendem a formar uma crosta coraloide ou desenvolver-se em sorálios à medida que amadurecem. Em contraste, tanto X. caradocensis quanto X. friesii apresentam esquamulas significativamente maiores, alcançando diâmetros de até 1,0 a 1,5 mm, e não possuem as formações sorediadas vistas em X. canopeorum.
A textura e a orientação das esquamulas também variam entre essas espécies. As esquamulas de X. caradocensis apresentam um perfil bolhoso ou ascendente irregular, enquanto as de X. friesii são mais uniformes, aderindo-se de perto ao substrato ou ascendendo ligeiramente. Além disso, os esporos de X. caradocensis são mais longos, variando de 6,5 a 14 μm de comprimento, e frequentemente mostram um ou três septos, distinguindo-os dos esporos tipicamente não septados e mais curtos de X. canopeorum, que se assemelham mais aos de X. friesii em tamanho. Quimicamente, tanto X. caradocensis quanto X. friesii são conhecidas por conter apenas ácido friesiico, diferenciando-se da possível diversidade química observada em X. canopeorum.

## Distribuição e habitat

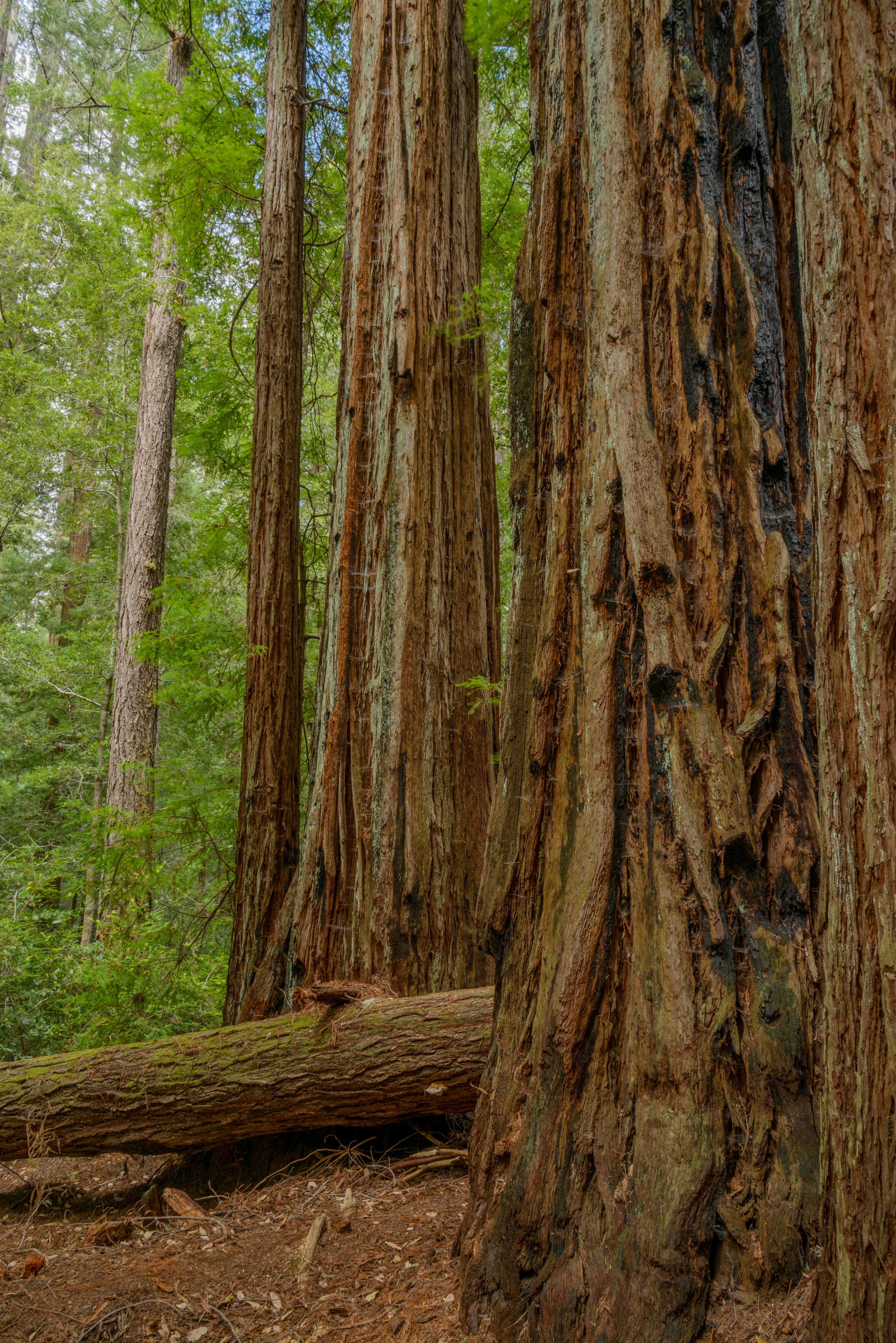
Xylopsora canopeorum cresce na casca de antigas sequoias

Xylopsora canopeorum é encontrada exclusivamente na região costeira central da Califórnia, com espécimes confirmados coletados no Parque Estadual Big Basin Redwoods e na Reserva Natural Estadual Armstrong Redwoods. Esses locais, situados respectivamente a 11 km e 18 km do Oceano Pacífico, são notáveis por suas florestas antigas de sequoias, proporcionando um ecossistema único para essa espécie de líquen. A exploração dos dosséis florestais permanece limitada, em grande parte devido aos desafios e às habilidades e equipamentos especializados necessários para acessar as copas das árvores. Chaenotheca longispora é outro líquen encontrado em um local semelhante em um Parque Estadual da Califórnia e relatado como uma nova espécie em 2019.
Em termos de seu nicho ecológico, X. canopeorum cresce na casca áspera e fibrosa de grandes árvores de sequoia, às vezes estendendo-se a áreas carbonizadas da casca. Este líquen é predominantemente encontrado em elevações variando de 5 a 75 metros acima do solo da floresta, crescendo nas superfícies de casca robustas e veneráveis dos troncos principais das sequoias. A presença de Xylopsora canopeorum é frequentemente associada a uma comunidade de outras espécies de líquens, incluindo Carbonicola anthracophila, Fulgidea oligospora, F. sierrae, Hertelidea botryosa e Hypocenomyce scalaris, que compartilham as superfícies oferecidas pelas árvores antigas dessas florestas primárias.

## Conservação
Em 2021, Xylopsora canopeorum foi avaliada pela União Internacional para a Conservação da Natureza como uma espécie em perigo em sua Lista Vermelha global da IUCN. O líquen enfrenta ameaças significativas principalmente devido ao seu habitat especializado nas florestas primárias de sequoias do norte da Califórnia. Com uma área de distribuição natural que diminuiu para cerca de 5% de seu tamanho original devido ao desmatamento histórico, as populações da espécie não apenas estão severamente fragmentadas, mas também continuamente em risco. Essa fragmentação foi exacerbada por incêndios florestais de alta intensidade, como o de 2020 que afetou sua localidade-tipo, contribuindo para um declínio tanto na qualidade quanto na extensão de seu habitat. As mudanças climáticas representam ameaças adicionais ao aumentar a frequência e a severidade de tais incêndios, potencialmente levando a mais perdas e à extirpação de porções significativas de sua área de distribuição, incluindo uma potencial redução de 97,7% na extensão de ocorrência e uma redução de 33% na área de ocorrência se perdida do Parque Estadual Big Basin Redwoods. Esforços de conservação são necessários para mitigar os impactos das mudanças climáticas e proteger as florestas primárias remanescentes onde esta espécie reside. O conhecimento preciso sobre Xylopsora canopeorum é dificultado pelos desafios de acessar seu habitat no dossel, exigindo escalada especializada para observação e coleta direta, que é estritamente regulamentada em Parques Estaduais e Nacionais. Além disso, explorar outros hospedeiros potenciais dentro da família Cupressaceae que compartilhem características de casca semelhantes às da sequoia poderia fornecer novas perspectivas sobre a distribuição e estratégias de resiliência da espécie. Levantamentos anteriores sobre líquens epífitos residentes nesse microhabitat de difícil acesso levaram à descoberta de novas espécies.